# Бретешть (Біхор)
Бретешть, Бретешті (рум. Brătești) — село у повіті Біхор в Румунії. Входить до складу комуни Ребегань.
Село розташоване на відстані 398 км на північний захід від Бухареста, 40 км на південний схід від Ораді, 106 км на захід від Клуж-Напоки, 133 км на північний схід від Тімішоари.

## Населення
За даними перепису населення 2002 року у селі проживали 149 осіб, з них 148 осіб (99,3%) румунів. Рідною мовою 148 осіб (99,3%) назвали румунську.